# 30度角原则

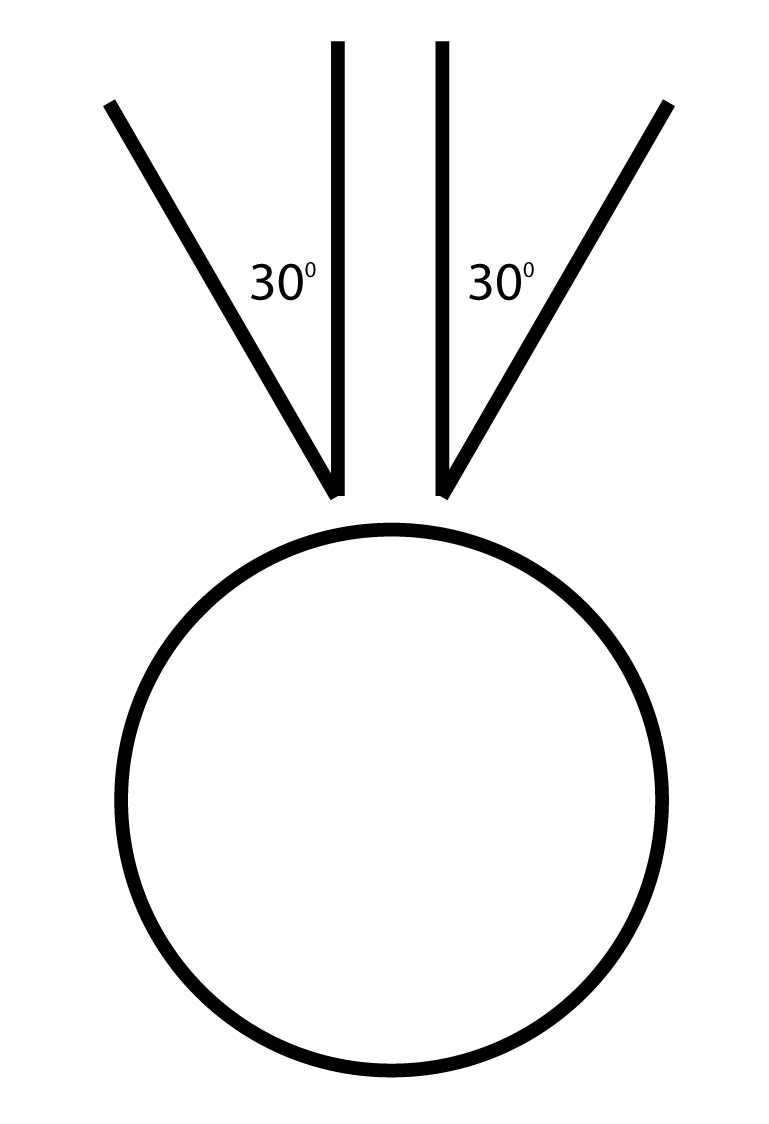
30度角和人类的双眼的关系。

30度角原则是一个基本的电影剪辑原则，规定连续的两段拍摄同一对象的镜头，（剪辑时）镜头需要移动至少30度角。若其移动小于30度角，镜头间的转换看起来就会像跳接，会干扰观众对剧情的关注，观众可能因此更关注电影技术而不是电影的叙事本身。
摄像机拍摄角度的30度角改变使得两个连续的镜头的差别足够大，从而看起来不像跳切，不过摄像机也应该遵循180度角原则。考虑到30度角原则，每当你在轴上做出一个动作，摄像机都需要改变至少20毫米的拍摄距离。按照这个原则，摄像机应参照前面的拍摄距离移近或远离20毫米，由于这个原因，30度角原则通常被称为“20毫米/30度规则”。 轴向切结合了摄像机移动20毫米的这个想法，在轴上移动使镜头突然靠近或远离对象。这类的剪辑打破了30度规则来制造特效，电影制作人有时会像这样突破传统的电影技术规则而达到特定的效果。
传奇的法国电影制作人乔治·梅里爱是黑白默片制作人，在还未出现30度角原则的时候制作电影。他启发了后人在对相同或几乎相同的片段剪辑时遵守这个角度的规则。当梅里爱制作了著名的《月球旅行记》（1902年），他把同样取景的片段以同样的角度剪辑在一起，在镜头之间改变了场景，使它看起来没有剪切痕迹。这是世界上第一次尝试用跳接来制造特效。
正如蒂莫西·克里甘和帕特里夏·怀特《电影中的经验》中的建议，“这个规则旨在通过画面的变化来突显切换镜头的主旨。两个相距不到30度的镜头间的转换可能是不必要的或者会令内容产生中断感——简而言之，是突兀的。”有些情况下，跳接是用来表示时间的流逝，或者是用来表现美学风格的，但一般来说，电影制片人会尽量避免这样做。
30度角可以被一个更加宽泛的原则包含：如果两个镜头在角度和距离上如果过于相近，那么剪辑出来是不和谐的，剪辑也显得毫无理由。编剧沃尔特·默奇（Walter Murch）在他的书《眨眼之间》（In The Blink of an Eye）中写道:
“画面变化要么应该微细要么应该明显，否则观众会难以接受：例如，从一个全身主镜头剪辑到一个略微推进的镜头，取演员脚踝以上的画面。在这个例子中，镜头的改变虽然能让观众感到某些东西已经发生了变化，但还不足以让观众重新审视它的情境。”